# Responce
Responce er et dansk ambulanceselskab, som blev etableret i 2007. Responce er den næststørste private ambulanceoperatør i Danmark. Selskabet blev etableret i 2007 af Michael Kjær Sørensen sammen med en gruppe danske erhvervsfolk som initiativtagere, og i 2008 vandt Responce Region Midtjyllands udbud af ambulancekørslen i Horsens-området. Her havde Responce syv ambulancestationer, der dækker ca. 250.000 borgere. I 2014 genvandt Responce det hidtidige område i Region Midtjylland, ligesom selskabet også har vundet et udbud af driften af akutlægebiler. Fra 2015 begyndte Responce desuden at stå for ambulancekørslen, liggende sygetransport og akutlægebilsdriften i Trekantsområdet i Region Syddanmark. 
Responce kørte ambulancer frem til 1. december 2021 i Region Midtjylland og kører forsat ambulancer i Region Syddanmark frem til 2025.
Responce blev i april 2015 overtaget af Falck, men leverer fortsat ambulancekørsel i Danmark.  